# Роден (Нідерланди)
Роден (нід. Roden, нід. вимова: [ˈroːdən] ( прослухати)) — місто в нідерландській провінції Дренте. Входить до муніципалітету Норденвелд.
Його площа становить 64,32 км², а населення станом на 2021 рік складало 18 810 осіб.
Перша згадка про населений пункт датується 1139 роком.
Раніше мало статус окремого муніципалітету.

## Галерея

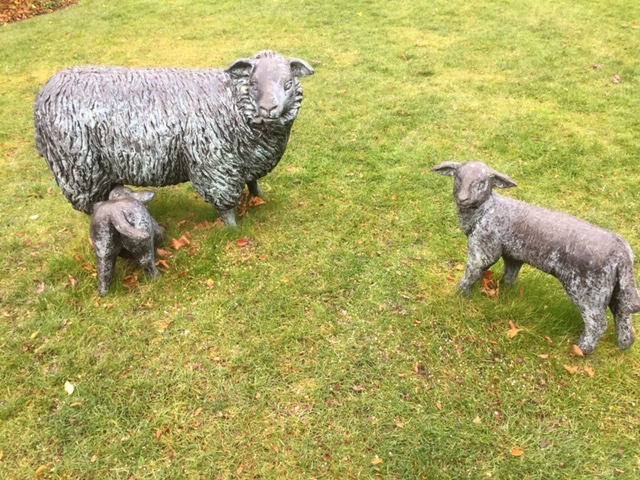
Статуї овець
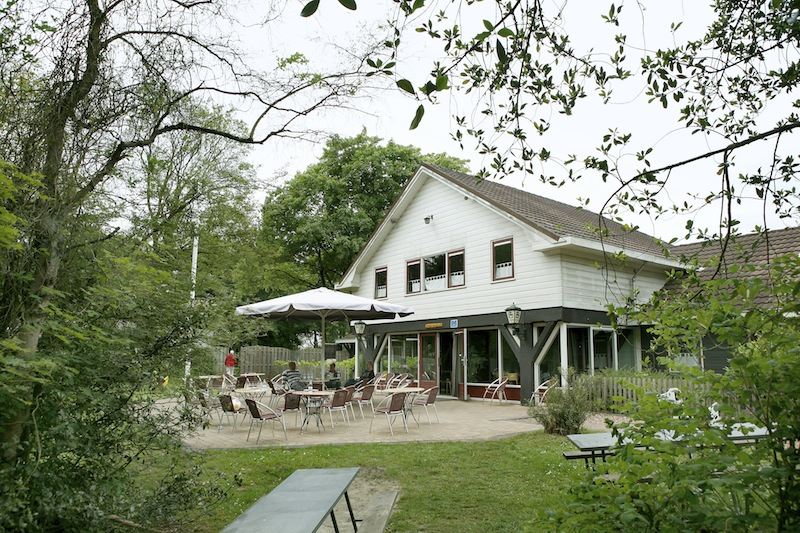
Дачний будинок
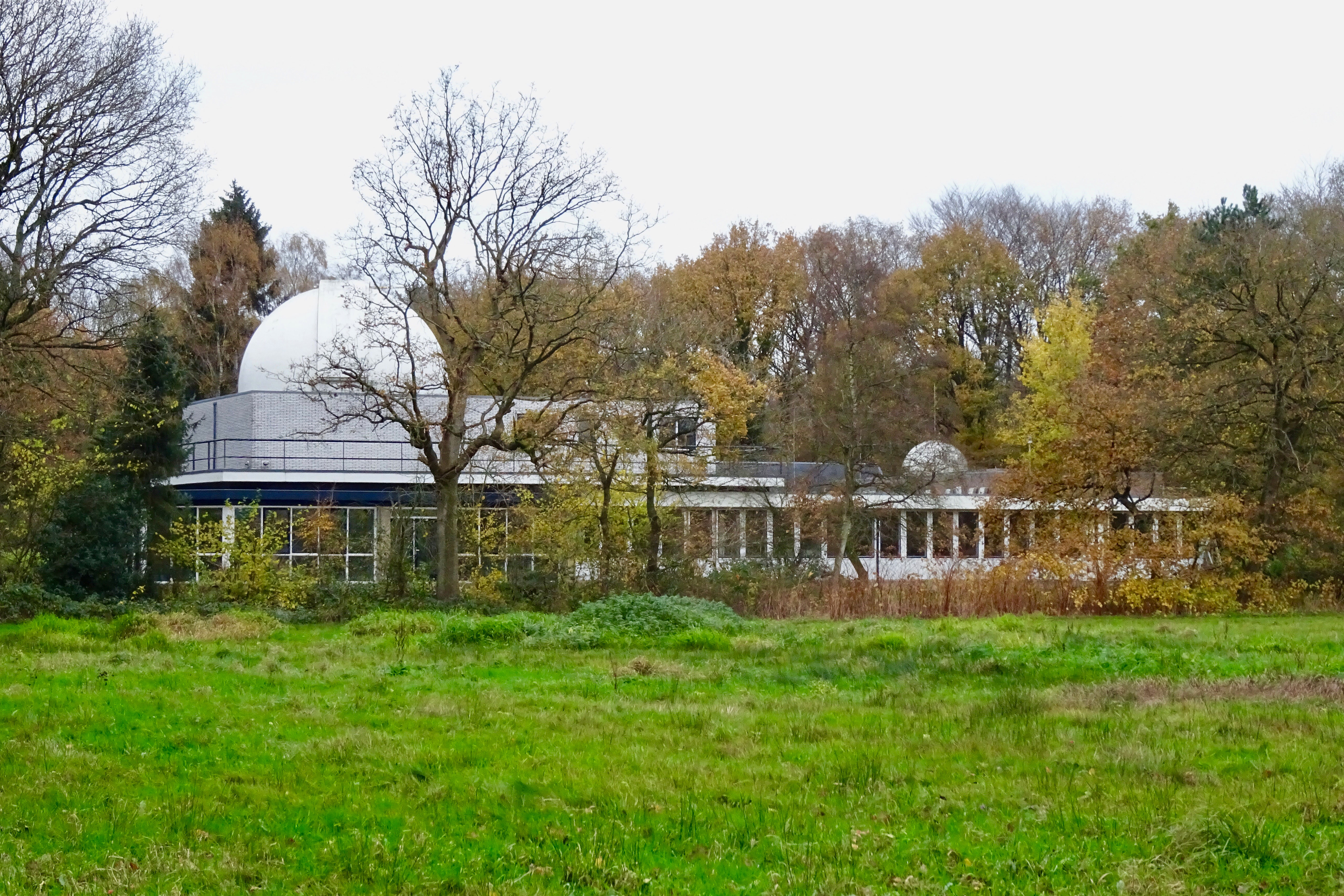
Будівля колишньої обсерваторії Астрономічного інституту Каптейна
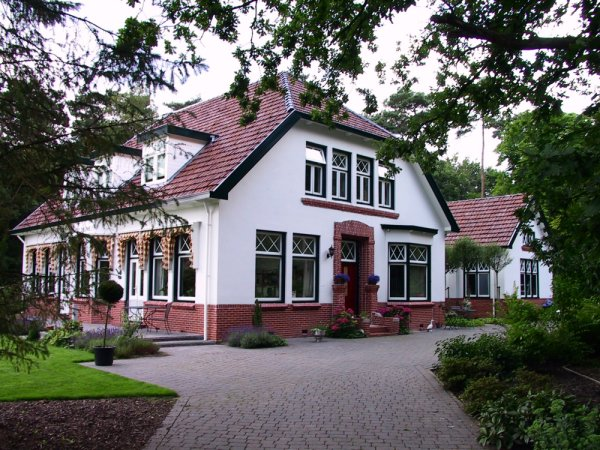
Вілла Dezulthe